# Russ Adam
Russell Norman Adam (* 5. Mai 1961 in Windsor, Ontario) ist ein ehemaliger kanadischer Eishockeyspieler und -trainer, der unter anderem acht Mal für die Toronto Maple Leafs in der National Hockey League gespielt hat. Sein Sohn Luke Adam ist ebenfalls professioneller Eishockeyspieler.

## Karriere
Russ Adam begann seine Karriere als Eishockeyspieler bei den Windsor Royals aus der Ontario Hockey Association, für die er in der Saison 1977/78 aktiv war. In der gleichen Spielzeit stand er für die Windsor Spitfires aus der OMJHL auf dem Eis. Von 1978 bis 1981 spielte Adam drei Jahre lang für deren Ligarivalen, die Kitchener Rangers und gewann mit seiner Mannschaft 1981 den Memorial Cup. In dieser Zeit wurde er auch während des NHL Entry Draft 1980 als insgesamt 137. Spieler in der siebten Runde von den Toronto Maple Leafs ausgewählt. In der Saison 1981/82 spielte der Kanadier jedoch zunächst für die New Brunswick Hawks aus der American Hockey League, ehe er in der darauf folgenden Saison acht Mal in der National Hockey League für die Maple Leafs zum Einsatz kam.
Nach je zwei Spielzeiten bei den St. Catharines Saints aus der AHL, den Fort Wayne Komets aus der International Hockey League und den St. John’s Capitals aus der Newfoundland Senior Hockey League beendete er seine Karriere.
Nach dem Ende seiner Karriere als Spieler arbeitete Adam von 2001 bis 2005 insgesamt vier Jahre lang für das damalige Farmteam seines Ex-Clubs Toronto Maple Leafs, die St. John’s Maple Leafs, in der American Hockey League als Assistenztrainer.

## Erfolge und Auszeichnungen
- 1981 J.-Ross-Robertson-Cup-Gewinn mit den Kitchener Rangers
- 1981 Memorial-Cup-Gewinn mit den Kitchener Rangers
- 1982 Calder-Cup-Gewinn mit den New Brunswick Hawks